# Shazam (album)
Shazam är ett musikalbum av The Move som lanserades 1970. I USA gavs det ut på skivbolaget A&M Records, i Storbritannien på Regal-Zonophone och i övriga Europa på Polydor. Det var gruppens andra studioalbum och det sista med Carl Wayne som sångare. Skivans första sida bestod av gruppkompositioner, medan skivans andra sida var covertolkningar. Detta är ett mycket brett temaalbum som blandar in både hårdrock och progrock. Senare utgåvor har släppts med många bonusspår. Shazam blev ingen större kommersiell framgång och nådde inte listplacering vare sig i Storbritannien eller USA. Samtidigt som albumet lanserades hade dock gruppen en singelhit med låten "Brontosaurus". Denna togs dock inte med på albumet.
Den inledande låten "Hello Susie" hade under sommaren 1969 varit en hit i Storbritannien i en inspelning av Amen Corner. Deras inspelning av låten var dock snabbare och i ett popigare arrangemang.

## Låtlista
1. Hello Susie  (Wood) - 4:51
2. Beautiful Daughter  (Wood) - 2:51
3. Cherry Blossom Clinic Revisited  (Wood) - 7:40
4. Fields of People  (Day/Pierson) - 10:58
5. Don't Make My Baby Blue  (Mann/Weil) - 6:02
6. The Last Thing on My Mind  (Tom Paxton) - 7:36